# Анза ле Лике
Анза ле Лике (фр. Anzat-le-Luguet) насеље је и општина у централној Француској у региону Оверња, у департману Пиј де Дом која припада префектури Исоар.
По подацима из 2011. године у општини је живело 185 становника, а густина насељености је износила 2,78 становника/km². Општина се простире на површини од 66,56 km². Налази се на средњој надморској висини од 1 140 метара (максималној 1.547 m, а минималној 790 m).

## Демографија
| 1962. | 1968. | 1975. | 1982. | 1990. | 1999. | 2011. |
| ----- | ----- | ----- | ----- | ----- | ----- | ----- |
| 613   | 540   | 448   | 377   | 295   | 238   | 185   |

График промене броја становника у току последњих година